# Anolis alumina
Anolis alumina är en ödleart som beskrevs av  Paul E. Hertz 1976. Anolis alumina ingår i släktet anolisar, och familjen Polychrotidae. IUCN kategoriserar arten globalt som nära hotad. Inga underarter finns listade i Catalogue of Life.